# Rovinari
Rovinari est une ville du județ de Gorj, dans la partie sud de la Roumanie. C'est une ville comprenant notamment une mine de charbon (en) et une centrale électrique (en).

## Personnalités liées
- Mira, chanteuse, y est née.